# Kneževo
Kneževo (cyr. Кнежево) – miasto w Bośni i Hercegowinie, w Republice Serbskiej, siedziba gminy Kneževo. W 2013 roku liczyło 3590 mieszkańców.